# 都会の横顔
『都会の横顔 TOKYO PROFILE』（とかいのよこがお トウキョウ・プロフィール）は、1953年に公開された日本映画。監督：清水宏。モノクロ、スタンダード（1.37:1）、75分。東京・銀座を舞台に、迷子の親探しに乗り出す人々を描いた群像劇。
英語題は Profile of a Town または Tokyo Profile。

## ストーリー
※以下のあらすじはキネマ旬報映画データベース（KINENOTE）および文化庁日本映画情報システムに所蔵されたプレスシートに基づく。
村上あさ子は、娘のミチコに靴を買ってやるために銀座にやって来て、群衆の中で彼女を見失った。親とはぐれたミチコは、靴磨きのトシコに声をかけられる。トシコは近くを歩いていたサンドイッチマンの上田にミチコを託した。しかしミチコは、上田が立ち話をしているうちに、バーの女給・かず子を見て母親と誤認し、黙ってついて行ってしまう。ミチコはかず子を追って日劇に入る。ミチコの姿を見て困ったかず子は、知り合いの芸者・み春にミチコを押し付ける。
ミチコを探し回る上田とトシコは、ようやくミチコを見つけ、築地警察署に連れて行く。築地署ではあさ子が靴を万引きした疑いで取り調べられていた。上田に背負われて眠るミチコの姿を見たあさ子は泣き崩れる。

## キャスト

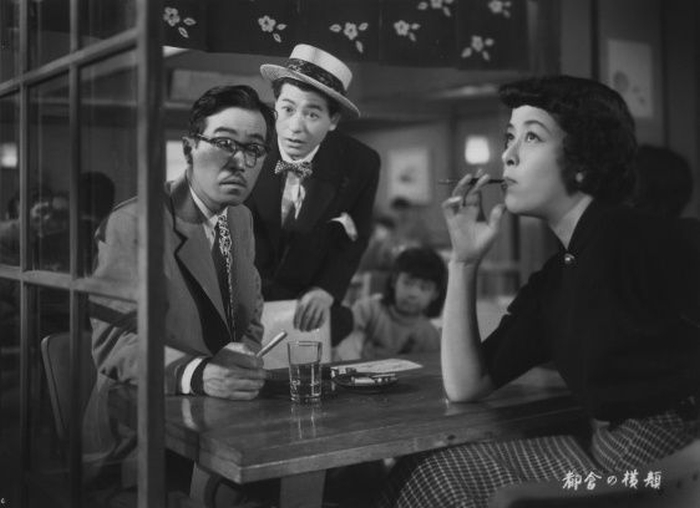
左から森繁久彌、池部良、丹下キヨ子。

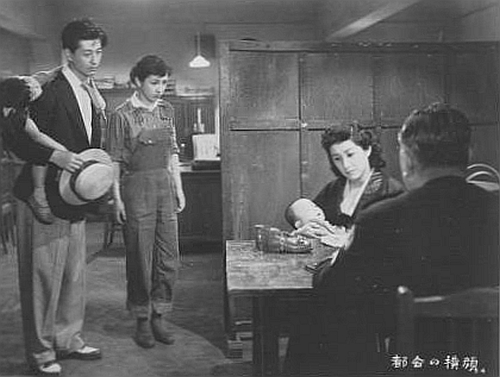
左から池部良、有馬稲子、木暮実千代。

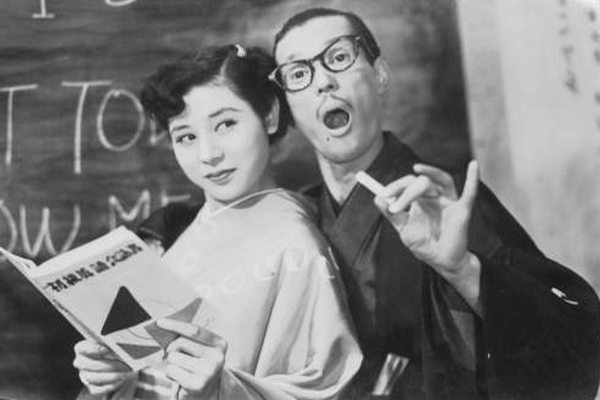
広瀬嘉子（左）とトニー谷。

役名および順序は東宝の公式データベースおよびKINENOTEに従った。
- 上田（サンドイッチマン）：池部良
- トシコ（靴磨き）：有馬稲子
- 牧さん（三等重役[2]）：森繁久彌
- 易者：伴淳三郎
- 村上あさ子（ミチコの母親）：木暮実千代
- かず子（酒場の女給）：丹下キヨ子
- 清子：沢村貞子
- 英会話の先生：トニー谷
- ミチコ（迷子の少女）：熱海幸子
- み春（芸者）：広瀬嘉子
- 龍子（キャバレーの女給）：立花満枝
- 河又：村上冬樹
- 待ちぼうけの男：山田周平
- コンロ屋の店員：恩田清二郎
- 宮川：小泉博
- 安井（上田の仕事仲間）：瀬良明
- 交通巡査：宮内義治
- 築地署の刑事：大山健二
- 山手風の奥さん：清川玉枝
- 特別出演：日劇ダンシングチーム

## スタッフ
スタッフの職掌・順序は東宝の公式データベースおよびKINENOTEに従った。
- 監督：清水宏
- 脚本：清水宏、関沢新一
- 音楽：松井八郎
- 撮影：遠藤精一
- 照明：岸田九一郎
- 美術：園眞
- 録音：西尾浩伸
- 編集：庵原周一
- 主題歌：黒田美治「アイアイ銀座」、生田恵子・黒田美治・恵ミチ子「銀座マンボ」（作詞：関沢新一・岩谷時子 作曲：松井八郎 ビクターレコード）
- 製作：佐藤一郎
- 助監督：日高繁明
- 演奏：東京キューバン・ボーイズ

## 放送・再上映など
劇場公開以来、一般向けビデオソフト化はされていない。放送用のテレシネデータは存在し、2011年1月・2月に日本映画専門チャンネルで放送されるなどしている。
2022年7月、国立映画アーカイブの特集上映イベント「東宝の90年 モダンと革新の映画史（1）」の一作として、再上映が行われた。